# Trasa W-Z (Wrocław)
Trasa W-Z – wewnętrzna obwodnica Wrocławia, pozwalająca ominąć Rynek i wewnętrzną część Starego Miasta. Wbrew nazwie przebiega nie tylko w kierunku wschód-zachód, lecz zawiera odcinek pozwalający pojazdom poruszającym się w kierunku południkowym ominąć ścisłe śródmieście od zachodu. 

## Przebieg trasy
Trasa przebiega od mostu Grunwaldzkiego poprzez plac Społeczny, wschodni odcinek ul. Oławskiej, plac Dominikański, plac św. Krzysztofa, ul. Kazimierza Wielkiego, następnie ul. Ruską (ruch z zachodu na wschód) i ul. św. Mikołaja (ze wschodu na zachód) do skrzyżowania z Podwalem na pl. Jana Pawła II (do 2006 roku noszącego nazwę pl. 1 Maja). Północna odnoga biegnie ulicami Nowy Świat (ruch z północy na południe) i Białoskórniczą (z południa na północ), które mimo zjednoczenia w jeden ciąg uliczny utrzymały swe historyczne nazwy, stanowiąc dziś dwie jezdnie szerokiej trasy.
Trasa składa się z dwóch jezdni po 2-3 pasy ruchu, dwutorowego (lokalnie trójtorowego) wydzielonego torowiska tramwajowego oraz dwóch częściowo bezkolizyjnych skrzyżowań z przejściami podziemnymi i krótkimi tunelami drogowymi (plac Dominikański) lub estakadami (plac Społeczny). Dalsze przejścia podziemne znajdują się w ciągu ul. Świdnickiej, w ciągu Promenady Staromiejskiej na wysokości dawnej zewnętrznej Bramy Oławskiej i pod placem Jana Pawła II.

## Historia
Pierwsze plany budowy trasy o przebiegu niemal identycznym ze współczesnym pojawiły się krótko po I wojnie światowej, m.in. w projekcie sanacji centrum miasta opracowanym przez Maksa Berga, Richarda Konwiarza i Ludwiga Moshamera w 1919. Stała się ona odtąd trwałym elementem projektów urbanistycznych centrum Wrocławia przez cały okres międzywojenny, a także już po wojnie. 
Rozpoczęcie prac ogłosił prezydent Marian Czuliński 18 grudnia 1973 z obietnicą zakończenia na 30-lecie PRL, 22 lipca następnego roku. Pierwszy, południowy odcinek trasy między ulicami Mikołaja i Ofiar Oświęcimskich otworzono 22 lipca 1974. Północne odcinki oddano cztery lata później, co skutkowało usuwaniem linii autobusowych i tramwajowych z Rynku od maja 1978.
Zbudowaną według projektu m.in. Andrzeja Gretschela w latach 1977–1991 trasę poprowadzono szlakiem dawnej wewnętrznej fosy miejskiej. W tym celu usunięto ruiny zniszczonych w czasie II wojny światowej dwóch ciągów domów, stojących niegdyś nad fosą. Wyburzeniu uległo też jednak kilka nieuszkodzonych budynków. Poprzez budowę trasy przecięciu uległ historyczny ciąg ul. Świdnickiej.
Do czasu otwarcia nowego odcinka obwodnicy śródmiejskiej (ulice Klecińska i Na Ostatnim Groszu) arteria była częścią miejskiego przebiegu drogi krajowej nr 94, a przed reformą sieci drogowej w 2000 roku wchodziła w skład drogi krajowej nr 344.

## Ważniejsze obiekty przy trasie
Wzdłuż trasy W-Z znajdują się następujące znaczniejsze obiekty (w kolejności od wschodu na zachód, a następnie na północ):
- ekspresjonisyczna poczta główna, arch. Lothar Neumann, 1926–1929
- centrum handlowe firmy ECE Galeria Dominikańska, arch. Edward Lach, 1999–2001
- ewangelicki kościół św. Krzysztofa
- gmach banku (obecnie NBP), arch. Alvin Wedemann, 1909–1911
- wielofunkcyjny budynek handlowo-biurowy z parkingiem piętrowym Szewska Centrum, arch. Stefan Müller, Paweł Jaszczuk, Mariusz Grochowski, Dariusz Ropacki; przy skrzyżowaniu z ul. Szewską
- Zespół zabudowy mieszkalno-usługowej
- modernistyczny dawny dom handlowy rzemiosła artystycznego Wilhelm Knittel, arch. Max Strassburg, 1929 przy skrzyżowaniu z ulicą Świdnicką. Do końca XIX wieku znajdowały się w tym miejscu stajnie miejskie, wzmiankowane w 1346
- dawny pałac królewski
- ewangelicki Kościół Opatrzności Bożej, dawny Dworski
- biurowiec Europaeum, arch. Jacek Bal i Maciej Chorążak
- Biblioteka Uniwersytecka, arch. Richard Plüddemann, 1887–1891. Biblioteka zwrócona jest do trasy tylną elewacją, wejście znajduje się od strony północnej, od ul. Karola Szajnochy.
- biurowiec Wratislavia Tower z wielosalowym kinem Nowe Horyzonty
- dawny szpital Bożego Grobu
- dawny arsenał

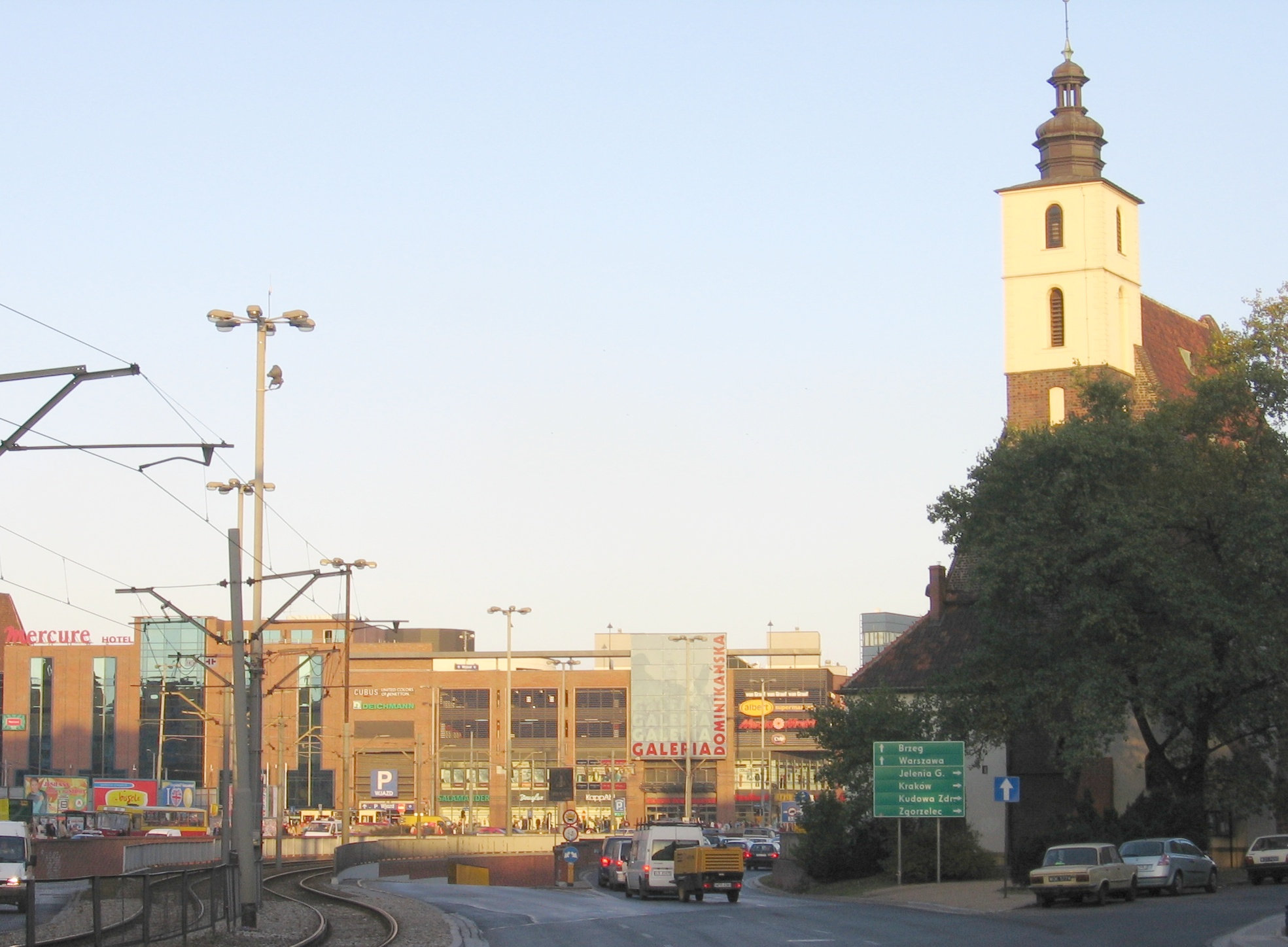
Widok od zachodu. Po prawej kościół św.Krzysztofa i wjazd na pl.św.Krzysztofa w kierunku ul.Wierzbowej, na wprost wjazd na plac Dominikański oraz do tunelu pod placem, w głębi handlowa Galeria Dominikańska wraz (po lewej) z hotelem Mercure-Panorama
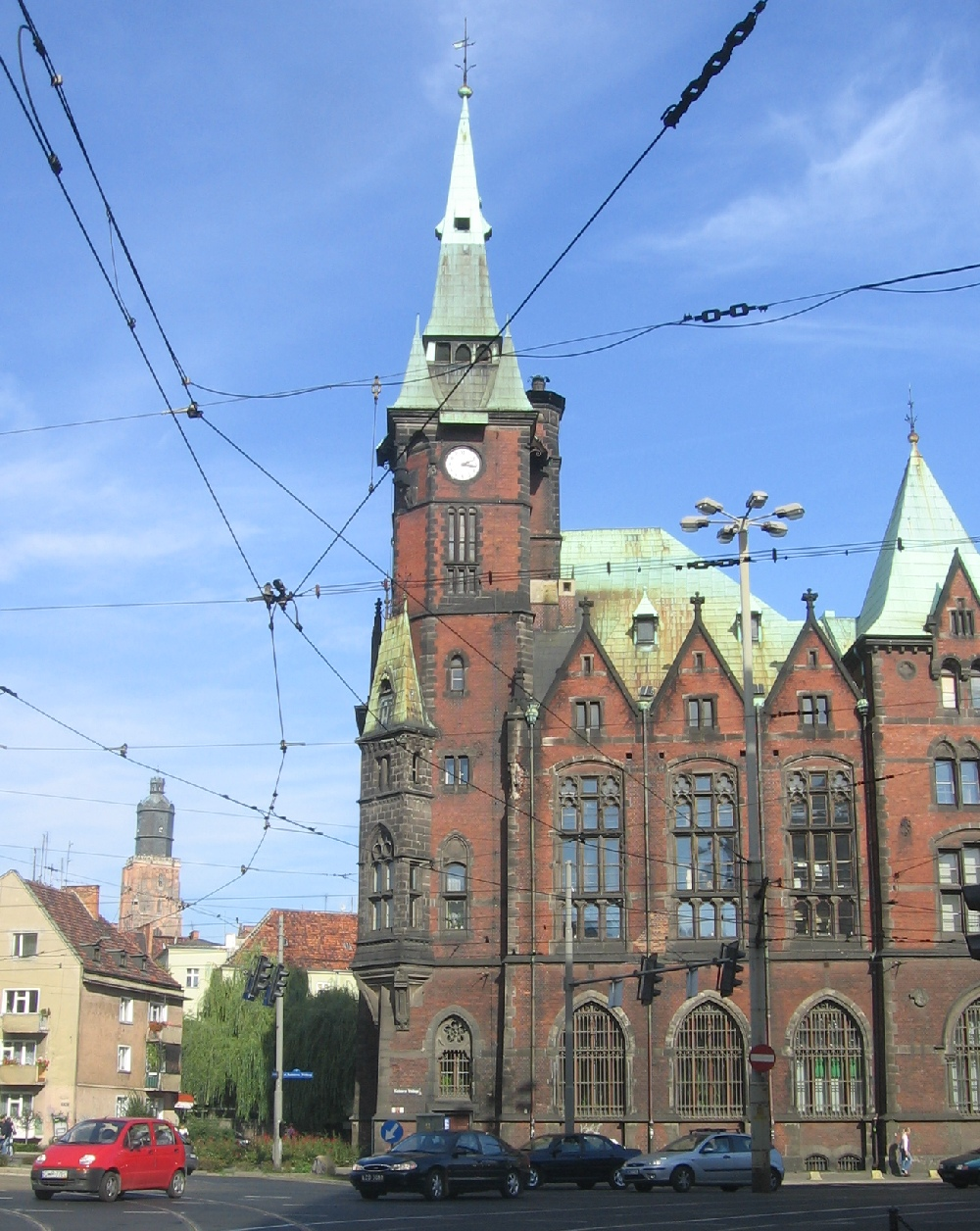
Skrzyżowanie z ul. Krupniczą. Gmach Biblioteki Uniwersyteckiej po północnej stronie jezdni. W głębi górująca nad Starym Miastem wieża Fary Elżbietańskiej
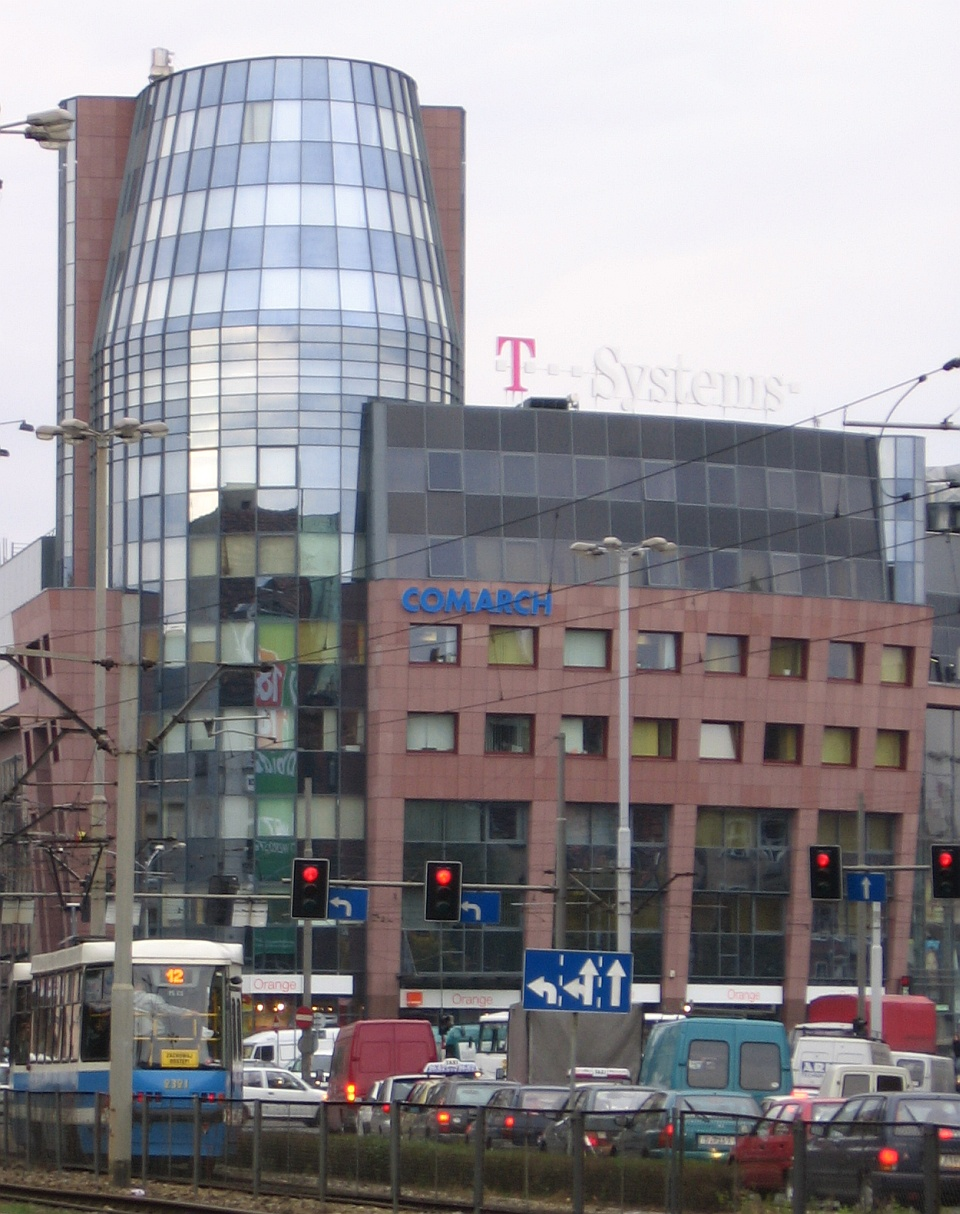
Skrzyżowanie z ul. Krupniczą – widok w kierunku zachodnim. Widoczny skręt w lewo w ul.Krupniczą, od tego miejsca trasa łukiem skręca w prawo omijając widoczną w głębi Wratislavia Tower
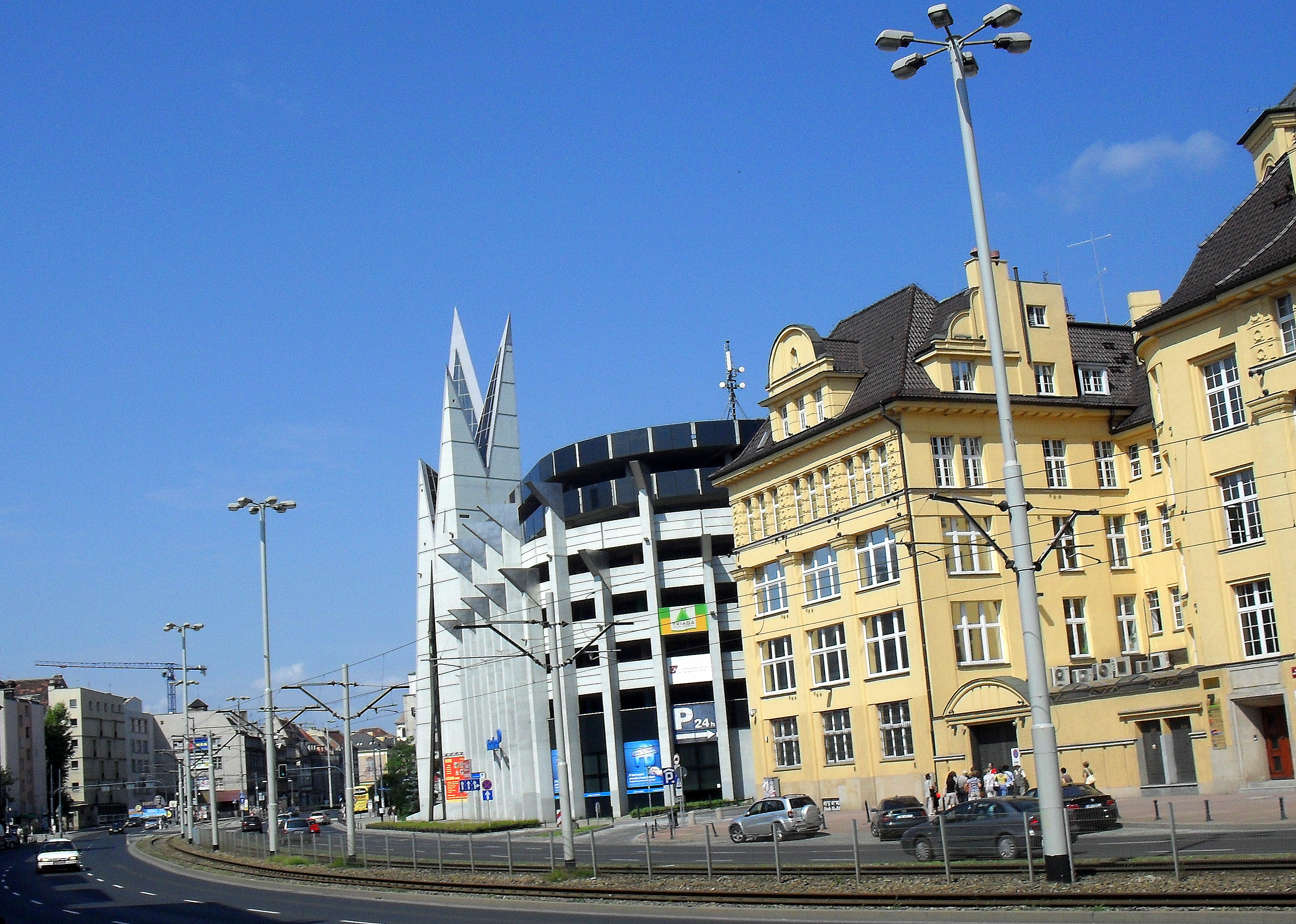
ul. Kazimierza Wielkiego
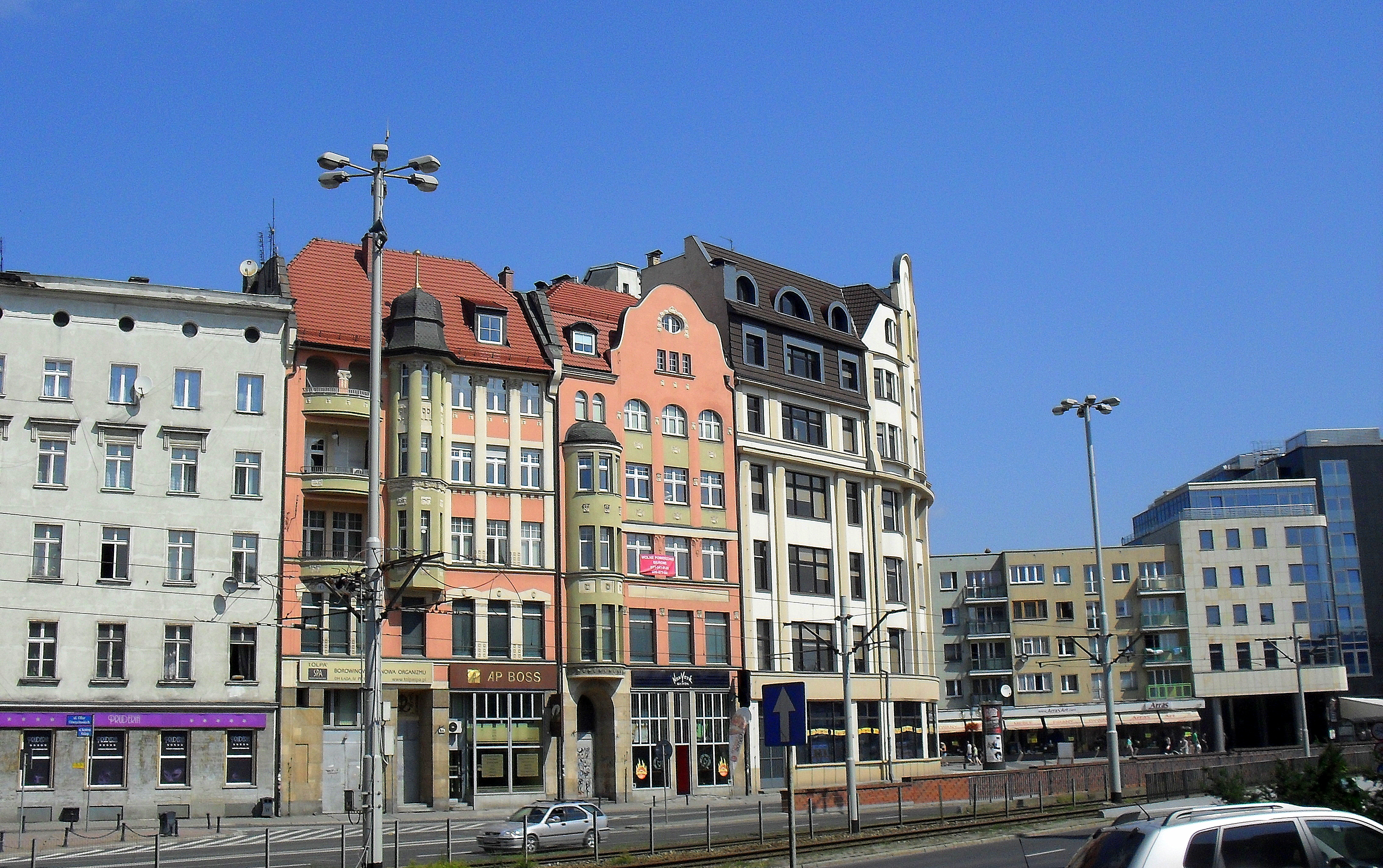
ul. Kazimierza Wielkiego
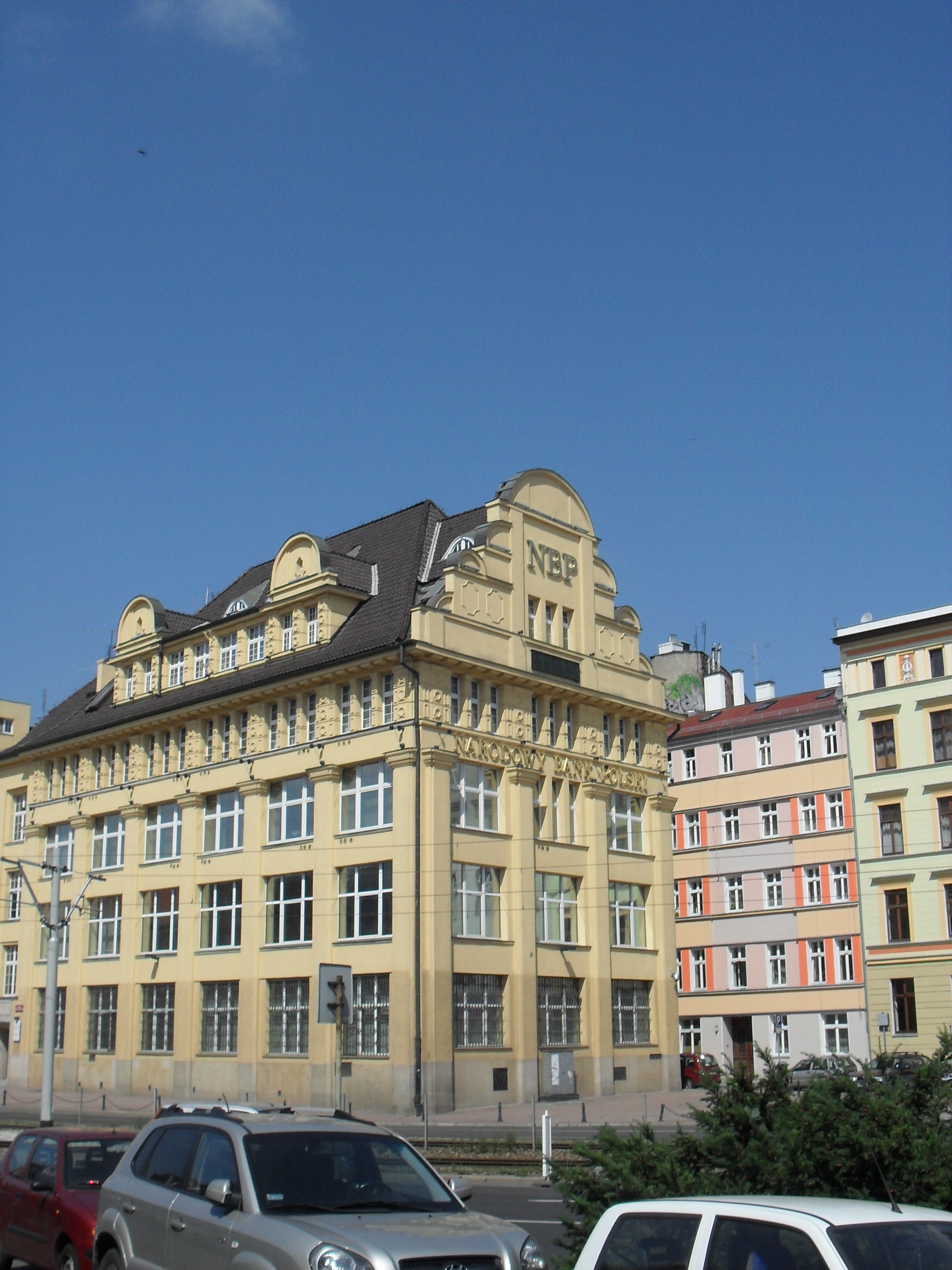
ul. Kazimierza Wielkiego